# Antenne omnidirectionnelle

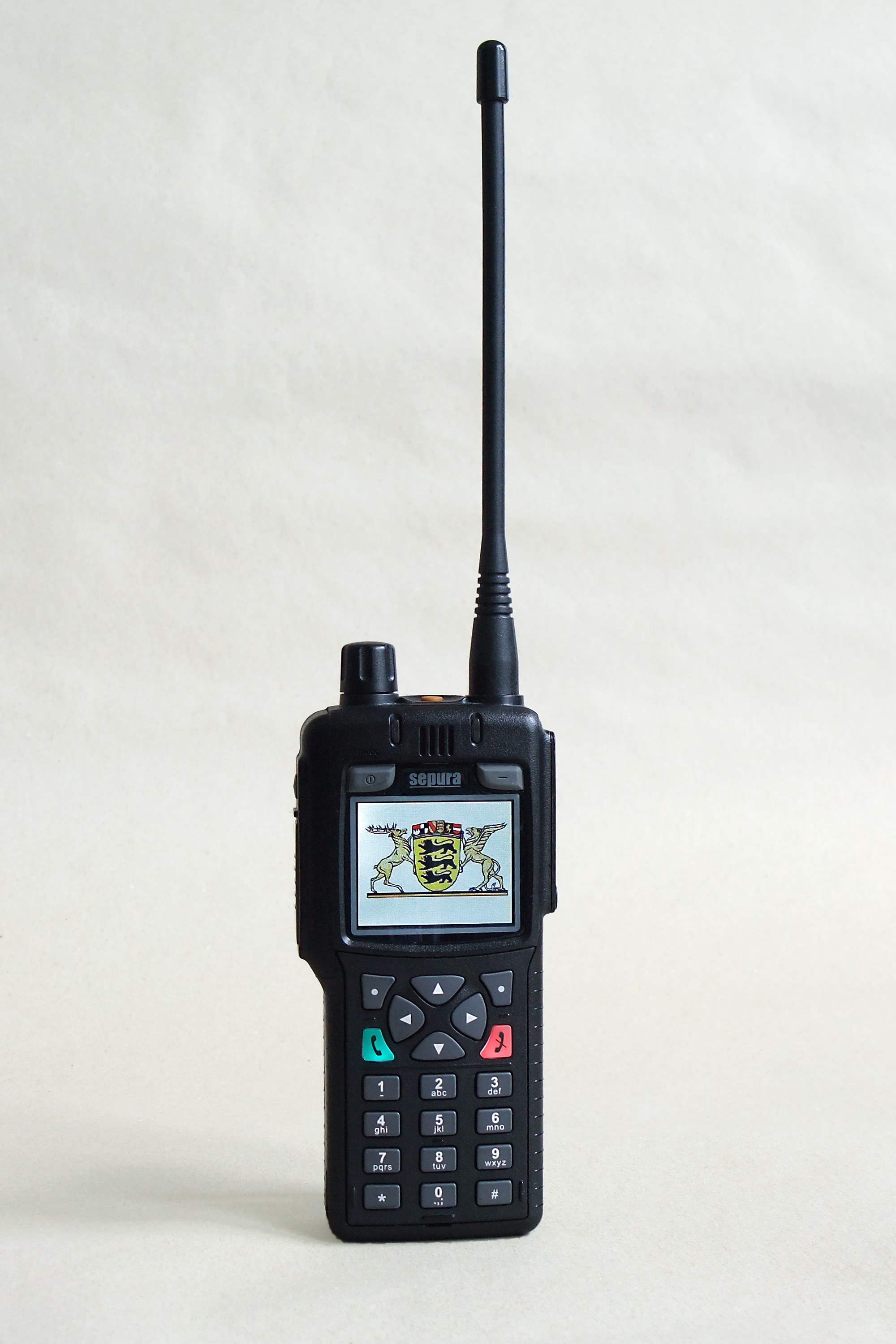
Exemple d'antenne omnidirectionnelle: une antenne fouet sur un talkie-walkie

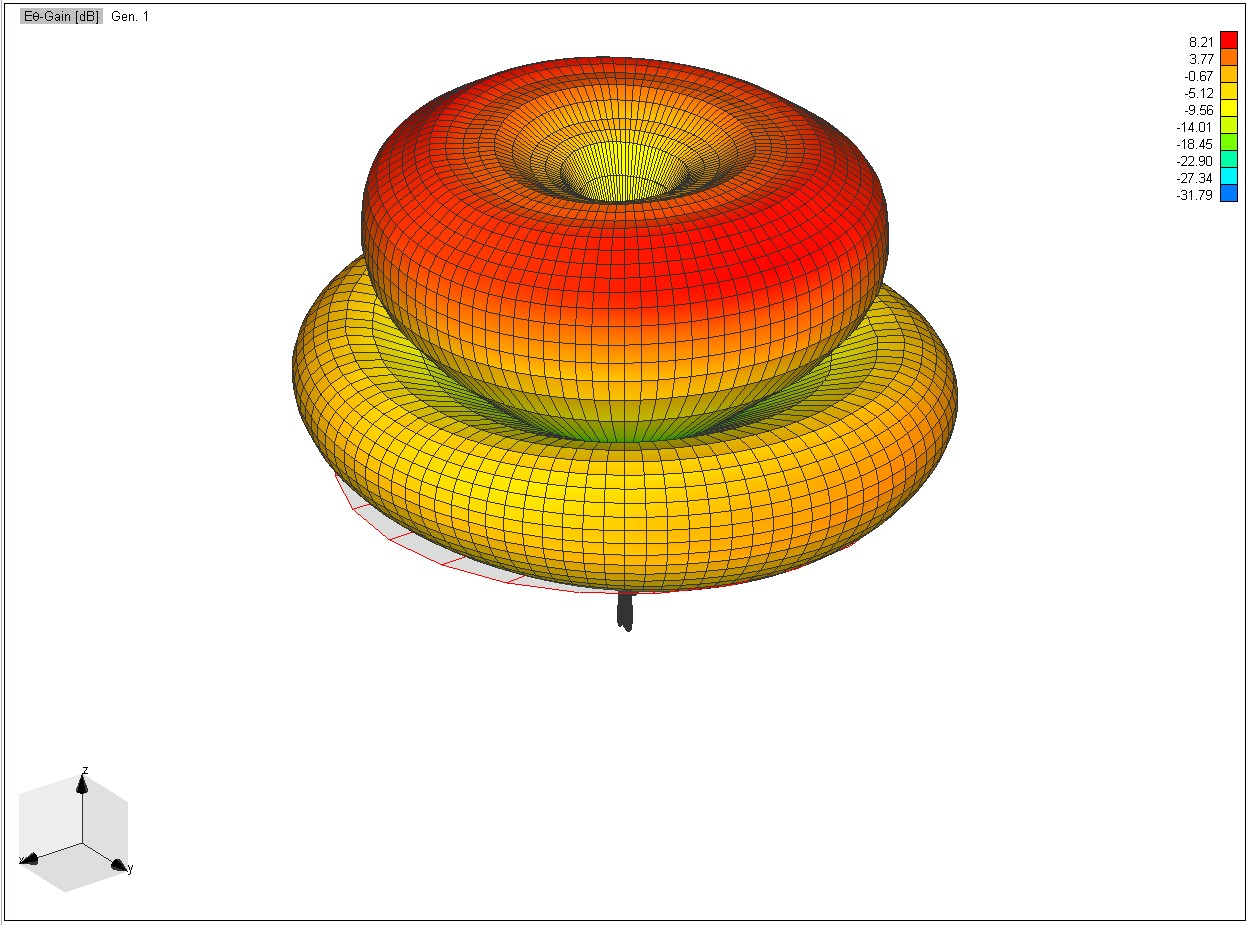
Diagramme de rayonnement d'une antenne monopôle 3λ/2. Bien que le rayonnement d'une antenne omnidirectionnelle soit symétrique dans les directions azimutales, il peut varier de manière complexe selon l'angle d'élévation, avec des lobes et des nuls à différents angles.

En radiodiffusion, une antenne omnidirectionnelle est une classe d'antenne émettant une puissance radio égale dans toutes les directions perpendiculaires à un axe (directions azimutales), d'une puissance variant selon l'angle par rapport à l'axe (angle d'élévation), diminuant à zéro sur l'axe,. Lorsqu'on représente son  diagramme de rayonnement en trois dimensions (voir graphique), on le décrit souvent comme un beignet. À noter la différence avec une antenne isotrope, qui émet une puissance égale dans toutes les directions et dont le diagramme de rayonnement est sphérique. Les antennes omnidirectionnelles orientées verticalement sont largement utilisées dans les antennes non directionnelles à la surface terrestre, car elles rayonnent de manière égale dans toutes les directions horizontales, alors que la puissance rayonnée diminue avec l'angle d'élévation, de sorte que peu d'énergie radio est gaspillée en étant dirigée vers le ciel ou la terre. Les antennes omnidirectionnelles sont largement utilisées dans les antennes de radiodiffusion et dans les appareils mobiles utilisant la radio tels que les téléphones portables, les radios FM, les talkies-walkies, les réseaux informatiques sans fil, les téléphones sans fil, le GPS, ainsi que dans les stations de base communiquant avec les radios mobiles, tels que la police, les répartiteurs de taxi et les communications aériennes. 
Les types courants d'antennes omnidirectionnelles à faible gain sont l'antenne fouet, l'antenne boudin, l'antenne plan de masse, l'antenne dipolaire orientée verticalement, l'antenne discône, le radiateur de mât, l'antenne cadre horizontale et l’antenne halo. 
On peut également construire des antennes omnidirectionnelles à gain plus élevé. Un gain plus élevé signifie dans ce cas que l'antenne rayonne moins d'énergie dans les directions près de l'axe et plus d'énergie dans les directions horizontales. On réalise généralement les antennes omnidirectionnelles à gain élevé à l'aide de réseaux d'antennes colinéaires. Ceux-ci sont constitués de plusieurs antennes dipolaires montées colinéairement alimentées en phase. L'antenne colinéaire coaxiale (COCO) utilise des sections coaxiales transposées pour produire des radiateurs demi-onde en phase. L'antenne Franklin utilise de courtes sections demi-onde en forme de U dont le rayonnement s'annule dans le champ lointain et égalise les phases de chaque section dipolaire demi-onde. Un autre type est l'antenne microruban omnidirectionnelle.

## Analyse

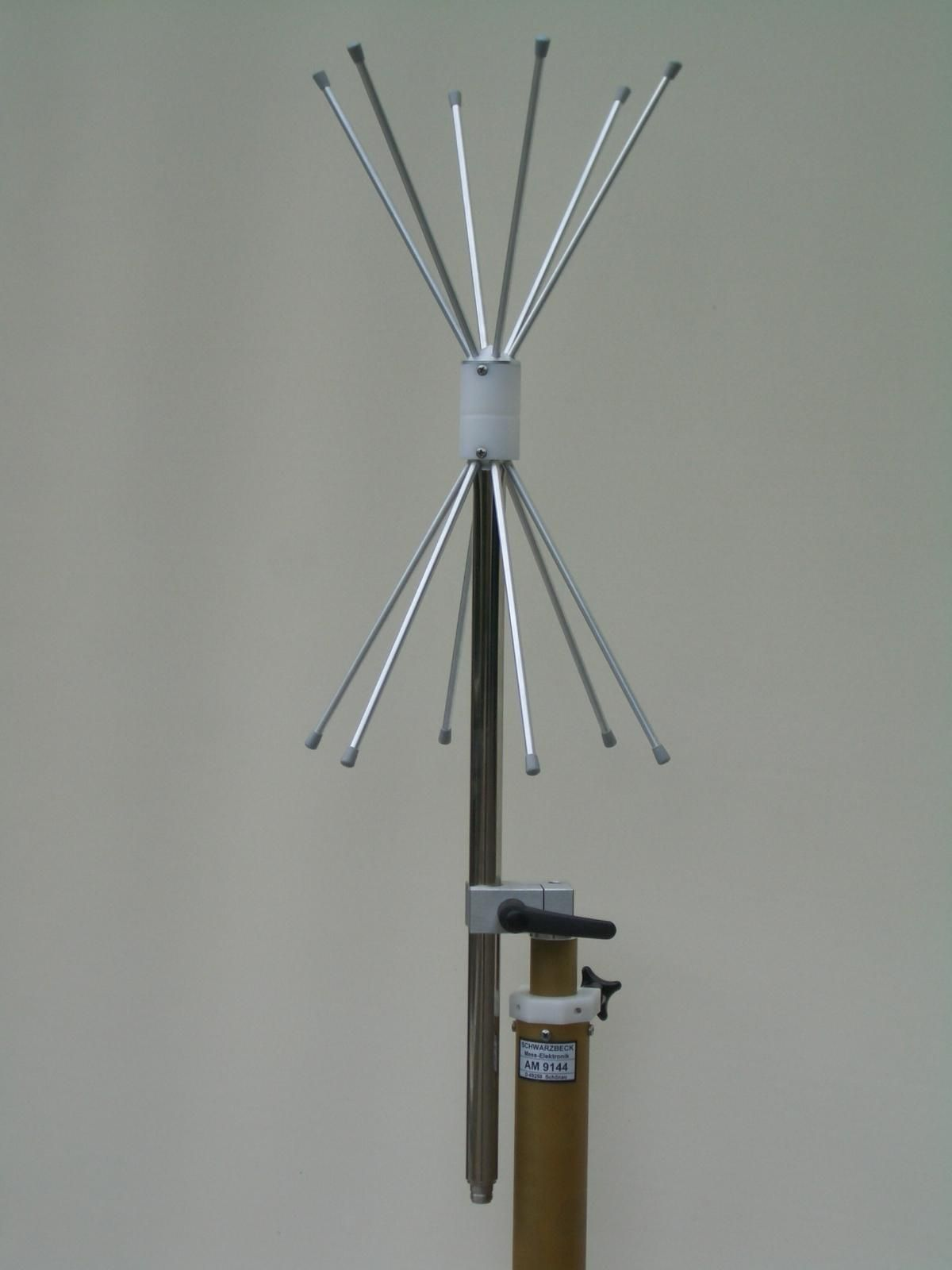
Antenne biconique VHF-UHF 170–1100 MHz polarisée verticalement avec configuration omnidirectionnelle dans le plan H

On peut produire des configurations de rayonnement omnidirectionnelles avec les antennes réalisables les plus simples, par exemple les antennes monopôles et dipôles composées d'une ou deux tiges conductrices droites sur un axe commun.
On définit le gain d'antenne (G) comme le rendement de l'antenne (e) multiplié par la directivité de l'antenne (D), ce qu'on exprime mathématiquement comme {\displaystyle G=eD}. Une relation utile entre la directivité du diagramme de rayonnement omnidirectionnel (D) en décibels et la largeur de faisceau à mi-puissance (HPBW), en supposant une configuration en {\displaystyle \sin(b\theta )/{b\theta }}, consiste en :
{\displaystyle D\approx 10\log _{10}\left({\frac {101,5}{{\text{HPBW}}-0,00272\,{\text{HPBW}}^{2}}}\right)\ {\text{ dB}}.}

## Voir également
- Antenne radioélectrique
- Antenne directionnelle